# Hypagyrtis unipunctata
Hypagyrtis unipunctata är en fjärilsart som beskrevs av Adrian Hardy Haworth 1809. Hypagyrtis unipunctata ingår i släktet Hypagyrtis och familjen mätare. Inga underarter finns listade i Catalogue of Life.

## Bildgalleri

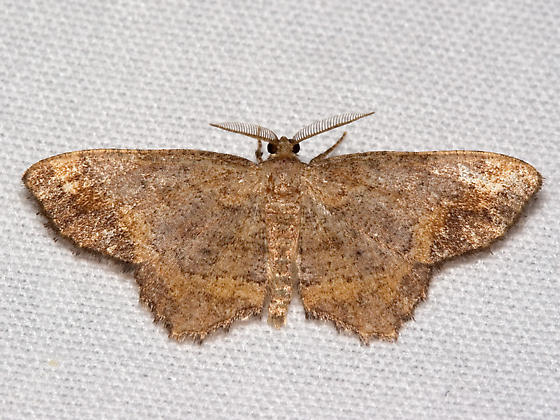
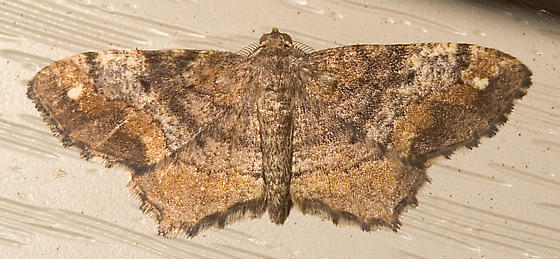